# Association of Certified Fraud Examiners
Die Association of Certified Fraud Examiners (ACFE) ist eine internationale Non-Profit-Organisation mit Sitz in Austin (Texas). Die zurzeit 65.000 Mitglieder der Organisation sind hauptsächlich zur Bekämpfung von Wirtschaftskriminalität und organisierter Kriminalität tätig. 
Sie verleiht nach dem abgelegten Berufsträgerexamen den Titel des „Certified Fraud Examiners (CFE)“.
Die ACFE ist untergliedert in über 140 lokale Vereinigungen (local chapters) auf der ganzen Welt. Die Mitglieder arbeiten beruflich in diesem Bereich, wie Revisoren, Bezirks- und Staatsanwälte, Wirtschaftsprüfer oder Rechtsanwälte. 
Ziel der Organisation ist es, die grenzüberschreitende Kommunikation bei der Bekämpfung von Wirtschaftskriminalität zu verbessern sowie die Mitglieder der Vereinigung durch Seminare und weitere Veranstaltungen auf dem Gebiet der Wirtschaftskriminalität zu schulen. Die Organisation beschränkt sich dabei nicht ausschließlich auf den juristischen Betrachtungswinkel; insbesondere sollen Techniken des forensischen Rechnungswesens und der Beweisführung bei Wirtschaftsstraftaten ausgetauscht und vertieft werden. Diese Arbeit findet in Arbeitsgruppen statt, die bislang zu folgenden Themen gegründet wurden und mit ihrer Arbeit begonnen haben: Entwicklung eines code of best practice, Compliance & Risk Management in Bezug auf Geldwäsche, Untersuchung fraudulenter Insolvenzen, forensische Prüfungsmethodik, Insiderkriminalität, Kapitalanlagebetrug und verwandte Delikte, Computerkriminalität, Möglichkeiten und Grenzen der Kooperation zwischen Staat und Privaten bei der Bekämpfung von Wirtschaftskriminalität.